# بیلا (ناحیه سمیلی)
بیلا (به چکی: Bělá) یک منطقهٔ مسکونی در جمهوری چک است که در ناحیه سمیلی واقع شده‌است. بیلا ۲۴۲ نفر جمعیت دارد و ۳۷۸ متر بالاتر از سطح دریا واقع شده‌است.